# مورگوت
مورگوث بائوگلیر (نام اصلی: ملکور) شخصیتی تخیلی از رشته‌افسانه سرزمین میانی اثر تالکین است. او شخصیت منفی اصلی داستان‌های سیلماریلیون و فرزندان هورین بوده و به ندرت سخنی از او در ضمایم ارباب حلقه‌ها آمده است. ملکور قوی‌ترین میان آینور بود که به سمت تاریکی گرایید و به همین سبب به او لقب مورگوت دادند. همهٔ نیروهای پلید سرزمین میانه از خادمان او به‌شمار می‌آیند. از بزرگ‌ترین خادمان او می‌توان به سائورون از مایارهای آئوله و گوثموگ (ارباب بالروگ‌ها) اشاره کرد که به بعدها به خدمت مورگوت درآمدند. مورگوت دشمن اصلی سرزمین میانه بود و آثار اعمال او حتی پس از تبعیدش به خارج از مرزهای آردا تا زمان نبرد نبردها در جهان باقی ماند. او به خاطر گستاخی و نخوت و به خاطر خوار شمردن تمام دیگر موجودات، از شکوه و عظمت سقوط کرد. روحی بود بس تباه و بی رحم، با این حال قدرت او چنان زیاد بود که در اعصار فراموش شده، به جنگ و نبرد و رقابت با مانوی و تمامی والاها پرداخت؛ و طی سالهای طولانی بر بیشتر سرزمین‌های میانه تسلط پیدا کرد.

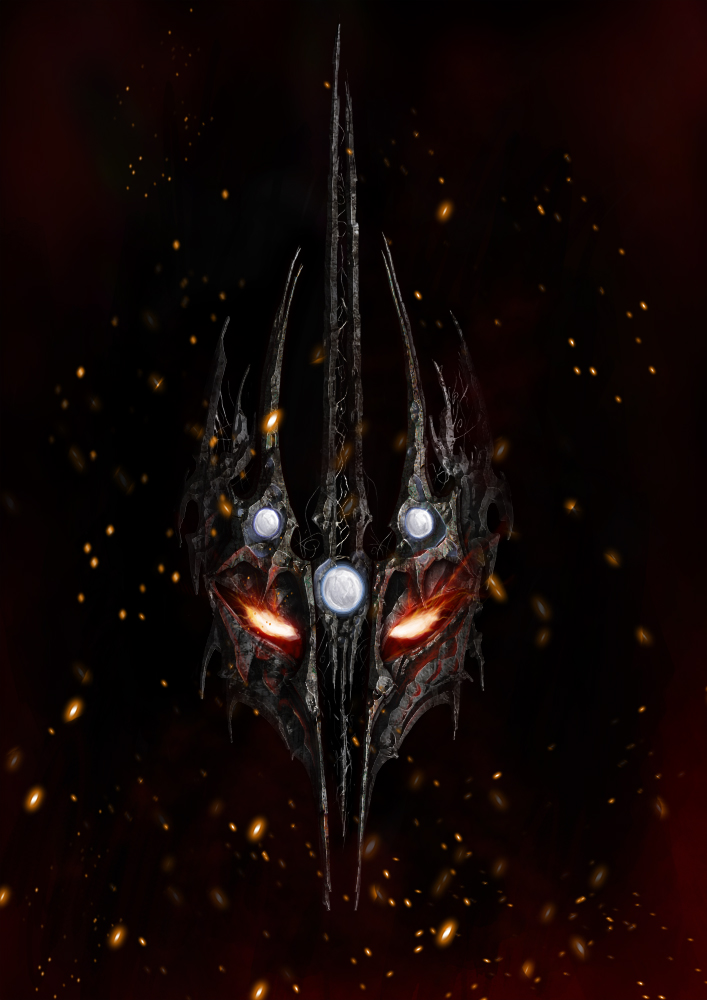
تصویری تزئینی از مورگوت

ملکور (به زبان انگلیسی: Melkor)، اولین ارباب تاریکی. به ملکور در میان آینور عظیم‌ترین هبه‌های قدرت و دانش ارزانی گشته بود و او سهمی از هبه‌های دیگر برادرانش داشت. بارها یکه و تنها در پوچی به جستجوی شعلهٔ جاودانی گام می‌نهاد؛ چرا که آتش اشتیاقش برای پدیدآوردن موجوداتی از آن خویش بالا گرفته و به گمانش ایلوواتار پوچی را نادیده انگاشته بود و او از برای تهی‌وارگی بی‌تاب می‌نمود. باری آتش را نیافت زیرا آتش با ایلوواتار است. اما به سبب تنهایی، اندک‌اندک اندیشه خویش را برخلاف اندیشه برادرانش در سر پروراند.
هنگامی که در میان موسیقی آینور برخی از این اندیشه‌ها را با آهنگ خویش آمیخت، بی‌درنگ ناسازی بر گردش بالا گرفت و بسا کسانی که نزدیک او در کار خواندن بودند، دل‌افسرده شدند و افکارشان پریشان گشت و آهنگ‌شان به تزلزل افتاد؛ اما گروهی، آهنگ خود را با آهنگ او ساز کردند.
مانوه و ملکور در اندیشهٔ ایلوواتار برادر بودند. تواناترین کس از آینور که در همان آغاز جهان پا بدان گذاشت، ملکور بود؛ اما مانوه گرامی‌ترین نزد ایلوواتار است. ایلوواتار توانایی عظیمی به او بخشیده بود و او از قدرت و دانش دیگر والار سهمی داشت، اما آن‌ها را برای مقاصد پلیدش به کار برد و نیرویش را در خشونت و بیدادگری تباه کرد؛ زیرا به آردا و هر چه در آن بود چشم طمع دوخته بود، و پادشاهی مانوه را برای خویش می‌خواست و سلطه بر قلمرو همتایانش را در سر می‌پخت.
از شکوه و عظمتی که داشت در این چاه خودبینی فرو غلتید که هر چه را جز خود، که اهریمنی تباه کار و سنگ‌دل بود، خوار بشمارد. تفاهم را به زیرکی در کژراهه کشاندن همهٔ موجوداتی که از ایشان بهره می‌گرفت، در جهت امیال خویش بدل ساخت، و سرانجام، به دروغ‌گویی بی‌شرم مبدل گشت. ملکور با گرایش به روشنایی آغاز کرد، اما آنگاه که از تصاحبش برای خویش عاجز ماند، از میان آتش و خشم به التهابی سخت و سپس به میان تاریکی سقوط کرد؛ و او تاریکی را بیش از هر چیز در کرده‌های پلیدش با آردا به کار گرفت، و آردا را برای همهٔ موجودات زنده جایی پر بیم و رعب گرداند.
با این حال قدرت طغیان او چنان عظیم بود که در اعصار فراموش شده، با مانوه و دیگر والار دست و پنجه نرم می‌کرد و زمانی دراز در آردا بر بیشتر قلمروهای زمین حکم می‌راند؛ ولی تنها نبود؛ زیرا بسیاری از مایار در روزگار عظمت او مجذوب شکوه و جلالش گشته، و تا به گاه سقوطش در تاریکی همچنان سرسپردهٔ او مانده بودند؛ و باز گروهی دیگر را پس از آن گمراه گردانیده و با دروغ‌ها و هدیه‌های غدارانه به خدمت خویش آورده بود. هولناک‌ترین در میان این اهریمنان والارائوکار بودند، تازیانه‌های آتش که در سرزمین میانه بالروگ نامیده می‌شدند، دیوهای دهشت.
در میان پیشکارانش که صاحب آوازه‌اند، اهریمنی بود که الدار او را سائورون، یا گورتائور سنگ‌دل نام داده بودند. در آغاز یکی از مایارِ آئوله بود، و در روایت آن مردم، همچنان نیرومند. در تمام اعمال ملکور مورگوت بر روی آردا، در کرده‌های بسیار و نیرنگ بازی‌های زیرکانه‌اش، سائورون نیز سهمی داشت، و در پلیدی، از حیث اینکه زمانی دراز در خدمت دیگری بود و نه در خدمت خویش، تنها از اربابش کمتر بود. لیکن پس از سال‌ها همچون سایهٔ مورگوت و شبح پلیدش علم طغیان برافراشت، و بر پی او از جادهٔ تباه به سوی پوچی فروغلتید.
اورک‌ها، اژدهایان، ترول‌ها و وارگ‌ها همه ساخته‌های دست اویند، یا در حقیقت تقلید او از روی دیگر نژادها؛ چون هیچ‌کس به جز ایلوواتار قدرت خلق ندارد و نخواهد داشت.
فئانور بود که نخستین بار او را مورگوت نامید، خصم سیاه جهان، بعد از ربوده شدن سیلماریل‌ها به دست او؛ و پس از آن جمله مردمان سرزمین میانه و والینور او را به همین نام می‌شناسند ولی کمتر کسی است که نام او را بر روی زمین به زبان آورد.
کمتر کسی در سرزمین میانه از خباثت‌های او، در زمان فرمانروایی‌اش بر قسمتی از زمین، در امان مانده بود، نابودی دو درخت و دو فانوس، شورش فئانور و دیگر نولدور، خیانت مایگلین، نابودی گوندولین، نارگوتروند، منه‌گروت و چندین شهر دیگر، سرنوشت شوم تورین تورامبار و هزاران کار دیگر که شمارش آن‌ها، همچون کمک‌های اولمو به الف‌ها و آدمیان، خارج از توان است.
او آخرین بار برای نبرد با فین‌گولفین بود که از آنگباند خارج شد، و پس از آن تا به جنگ خشم از آنجا خارج نشد، در آن نبرد او با گروند، پتک جهان زیرین، می‌جنگید ولی قبل از پیروزی، فین‌گولفین هفت زخم به او زد و در انتها وقتی که پیش پای مورگوت بر زمین افتاد و مورگوت پای چپش بر سینهٔ او گذاشت با رینگیل شمشیر خود هشتمین زخم را به پای مورگوت زد و سپس جان باخت.
در مورد جنگ‌های او با دیگر والار قبل از آمدن الف‌ها اطلاعات کمی وجود دارد، ولی آن گونه که از این اطلاعات برداشت می‌شود، والار در زمانی که الف‌ها از خواب، ایلوواتار، بلند شدند، به دژ مستحکم ملکور، اوتومنو، حمله کردند و پس از نابودی دژ تولکاس در خرابه‌های آنجا با ملکور کشتی گرفت و صورت او را به خاک آورد، و سپس او را با زنجیر آیگنور، که ساختهٔ دست آئوله است، بست و جهان تا مدتی، هر چند کوتاه، روی آرامش را دید.
وقتی مورگوت پس از سه دوره بندی بودن از بند رها شد، با کمک انگولیانت دو درخت را نابود کرد، و به سرزمین میانه بازگشت و دژ-دخمه خود، آنگباند، را دوباره برآورد و تمام موجودات پلید خود را دوباره فراخواند. پس از وارد شدن نولدور به جنگ با آن‌ها پرداخت و طی پنج جنگی که رخ او تنها یکی را واگذار کرد و بقیه را پیروز شد و تا به انتهای دوران اول با قدرت بر جمله سرزمین‌های سرزمین میانه حکومت کرد، ولی در پایان دوران، پس از سفر ائارندیل نیم‌الف، پرآوازه‌ترین دریانوردان، به والینور، والار با سپاهی عظیم به شمال تاختند و مورگوت نیز تمام سپاه خود را بیرون فرستاد، تمام بالروگ‌ها، ارک‌ها، وارگ‌ها، اژدهایان و هزارن دد سهمگین دیگر، والار تمام آن‌ها را نابود کردند، ولی مورگوت هنوز جرأت بیرون آمدن نداشت و به دورترین دخمه‌های خود عقب‌نشینی کرد تا از خشم والار در امان باشد، ولی این به حال او افاقه‌ای نکرد و تولکاس بار دیگر او را با زنجیر آیگنور بست و سپس والار او را به بیرون از دروازهٔ شب، به میان پوچی، انداختند و او تا به روز بازپسین در آنجا خواهد ماند.
در مورد سرنوشت او آمده است که، در روز بازپسین او راه فرار از دروازهٔ شب را درمی‌یابد و از آنجا فرار می‌کند و به سرزمین میانه می‌آید و جمله ددان خود را، که از آن‌ها می‌توان به سائورون و گوتموگ اشاره کرد، به زندگی برمی‌گرداند و سپس نبردی عظیم درمی‌گیرد و طی آن مورگوت، اولین و بزرگ‌ترین خصم دنیا، در داگور داگورس به دست تورین تورامبار کشته می‌شود.

## گروند
گروند یا چکش زیر زمین سلاح مورگوت که هنگام مواجهه با فینگولفین در دست داشت و با گروند فین گولفین را کشت بعد از مورگوت سائرون دژکوبی با همین نام برای به خاطر داشتن مورگوت داشت.

## پیش از خلقت آردا
هنگامی که ایلوواتار، آینوها را خلق کرد، آنان شروع به خلق ترانه‌ای بزرگ کردند؛ و درمیان تمام آینوها ملکور که بزرگ‌ترین نیرو را داشت، افکارش را در آن موسیقی قرار داد و ریتم آهنگ را برهم زد. همچنان پس از خلق آردا او وارد آن گشت و رنگ والار را به خود گرفت.

## سالهای حکمرانی

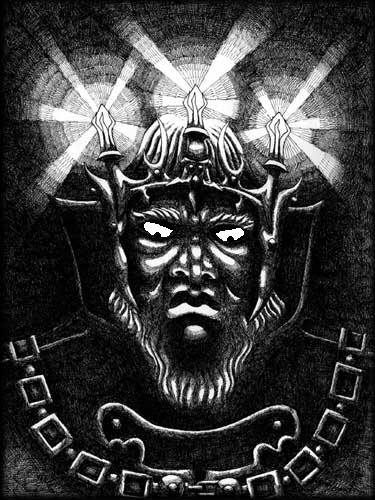
مورگوت اولین پادشاه تاریکی

اوج قدرت حکومت وی در دوران اول بود و اوتومنو را به عنوان دژهای اصلی خود برگزید. سرانجام در آخرین نبردش با والار شکست خورد و برای همیشه در پشت دروازه‌های شب تبعید شد.